# Theodor Friedrich Wilhelm Märklin

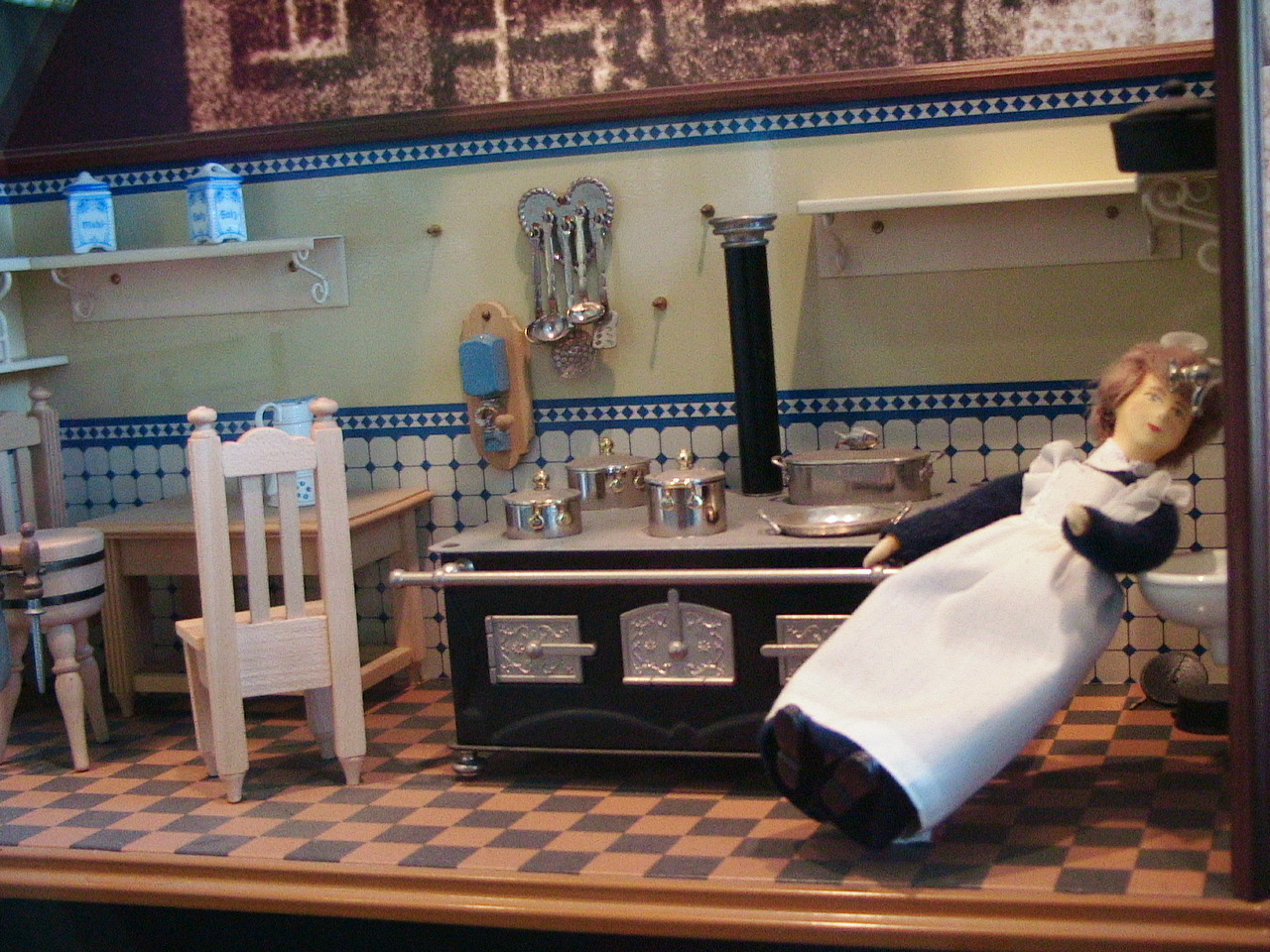
Interior de uma das casas de boneca fabricadas por Theodor Märklin.

Theodor Friedrich Wilhelm Märklin (✰ Balingen, 02 de abril de 1817;  ✝ Göppingen, 20 de dezembro de 1866) foi um empreendedor alemão e fundador da companhia Märklin.

## Histórico
Sendo latoeiro de profissão, em 1840 ele se estabeleceu no antigo estado de Württemberg, na cidade de Göppingen. Em 1859, ele se casou (provavelmente seu segundo casamento), com Caroline Hettich (1826-1893), prima de Friedrich List.
Do casamento, nasceram quatro filhos, entre eles, Eugen (1861-1947) e Karl (1866-1930), que viriam a conduzir a empresa anos mais tarde. Naquele mesmo ano, ele começou seu próprio negócio de latoaria e abriu sua própria oficina, na qual fabricava: artigos de metal e casas de bonecas.
Sua esposa Caroline tomou para si a responsabilidade de promoção de vendas, viajando seguidamente para o Sul da Alemanha, Áustria e Suíça. Ela se tornou uma das primeiras mulheres a ocupar o cargo de representante de vendas, destacando-se por sua eficiência nas vendas e organização das entregas.